# Alcochera flavipes
Alcochera flavipes là một loài tò vò trong họ Ichneumonidae.